# Trapéz lombbagoly
A trapéz lombbagoly  (Cosmia trapezina)  a rovarok (Insecta) osztályának a lepkék (Lepidoptera) rendjéhez, ezen belül a bagolylepkefélék (Noctuidae) családjához tartozó faj.

## Elterjedése
Szinte egész Európában elterjedt faj. Északon élettere Skandináviáig kelet felé az Urálig terjed. Az Alpokban 1600 méterig figyelték meg. A faj előfordul Észak-Afrikában, Kis-Ázsiában, Szíriában, Irakban, Iránban, a Kaukázusban, Közép-Ázsiában, Kínában, Koreában és Japánban.

## Megjelenése
- lepke: szárnyfesztávolsága:  29–36 mm. Az első szárnyak alapszíne változó, lehet sárgásszürke, barnás szürke vagy vöröses szürke, barnás fekete, viszont a szárnyak rajzolata mindegyiknél nagyjából egyforma a jellegzetes, szinte szabályos vonalak a szárny belső szárnya felé, a szinuszgörbére hasonlító mintázat és a két fekete folt. A hátsó szárnyak egységesen szürkék, kivéve a sárga szegélyt.
- pete: félgömb alakú különböző, enyhén hullámos hosszanti vonalakkal
- hernyó: kékes zöld, kissé sötétebb hátvonallal.
- báb: világosbarna

## Életmódja
- nemzedék: egy nemzedékes faj, júniustól szeptemberig rajzik.
- hernyók tápnövényei: gyilkos hernyóként is ismertek, mert képesek más fajok hernyóit megölni és elfogyasztani.

A hernyók polifágok,  a fűz (Salix), a gyertyán (Carpinus), a mogyoró (Corylus avellana), a nyír (Betula), a tölgy (Quercus), Fagus, a szil (Ulmus), a körte (Pyrus), az alma (Malus), stb fajokon előfordulhatnak.

## Fordítás
- Ez a szócikk részben vagy egészben  a   Trapezeule című német Wikipédia-szócikk fordításán alapul.  Az eredeti cikk szerkesztőit annak laptörténete sorolja fel. Ez a jelzés csupán a megfogalmazás eredetét és a szerzői jogokat jelzi, nem szolgál a cikkben szereplő információk forrásmegjelöléseként.